# Vladimer Gegešidze
Vladimer Gegešidze (* 10. února 1985 Tbilisi) je bývalý gruzínský zápasník – klasik.

## Sportovní kariéra
Pochází ze zápasnické rodiny. Otec Tamaz byl členem širšího výběru sovětské reprezentace v zápasu ve volném stylu v 70. letech dvacátého století a po osamostatnění v 90. letech jako majitel vinařství patřil k mecenášům gruzínského zápasu. Bratr Tamaz jun. (známější jako Gega) reprezentoval Gruzii ve volném stylu a je vysokým sportovním funkcionářem.
Zápasení se věnoval od 10 let v Tbilisi pod vedením Marlena Osikmašviliho. V 16 letech se dostal do tréninkové skupiny klasiků vedených Otarem Tatišvilim. V klasickém stylu reprezentoval Gruzii stále jako dorostenec, i když byl věkové starší. Jeho dva dorostenecké titulu mistra Evropy z let 2002 a 2003 jsou tak zásluhou zfalšované registrace.
Do gruzínské mužské reprezentace klasiků se prosadil od roku 2010 ve střední váze do 84 kg po odchodu Badriho Chasaiji. V roce 2012 se na druhém světovém kvalifikačním turnaji ve finských Helsinkách kvalifikoval na olympijské hry v Londýně. Do Londýna přijel výborně připravený a v úvodním kole vyřadil favorizovaného Íránce Samana Tahmásibího v barvách Ázerbájdžánu v poměru 2-1 na sety. V semifinále však nestačil na ruského Oseta Alana Chugajeva a v boji o třetí místo podlehl Dagestánci Danijalu Gadžijevovi v barvách Kazachstánu ve dvou setech 0-2. Obsadil dělené 5. místo.
Sportovní kariéru ukončil v roce 2016 potom co prohrál nominaci na olympijské hry v Riu s Robertem Koblijašvilim. Věnuje se trenérské práci.

### Výsledky v zápasu řecko-římském
| Olympijské hry     |    |    | —  |     |   |   | — |   |     |     | 5.  |    |     |  |  |  |  |  |  |  |
| Mistrovství světa  | —  | —  |    | —   | — | — |   | — | úč. | úč. |     | —  | úč. |  |  |  |  |  |  |  |
| Mistrovství Evropy | —  | —  | —  | —   | — | — | — | — | —   | —   | úč. | 2. | —   |  |  |  |  |  |  |  |
| MS juniorů         | —  | —  | —  | úč. |   |   |   |   |     |     |     |    |     |  |  |  |  |  |  |  |
| ME juniorů         | —  | —  | —  | —   |   |   |   |   |     |     |     |    |     |  |  |  |  |  |  |  |
| ME dorostenců      | 2. | 1. | 1. |     |   |   |   |   |     |     |     |    |     |  |  |  |  |  |  |  |

### Olympijské hry a mistrovství světa
| Olympijské hry a mistrovství světa                | Olympijské hry a mistrovství světa                | Olympijské hry a mistrovství světa                | Olympijské hry a mistrovství světa                | Olympijské hry a mistrovství světa                | Olympijské hry a mistrovství světa                | Olympijské hry a mistrovství světa                | Olympijské hry a mistrovství světa                | Olympijské hry a mistrovství světa                | Olympijské hry a mistrovství světa                | Olympijské hry a mistrovství světa                |
| Kolo                                              | Výsledek                                          | Bilance                                           | Soupeř                                            | Výsledek                                          | KB                                                | ∑KB                                               | Styl                                              | Datum                                             | Turnaj                                            | Místo                                             |
| 2014 Mistrovství světa do 85 kg v klasickém stylu | 2014 Mistrovství světa do 85 kg v klasickém stylu | 2014 Mistrovství světa do 85 kg v klasickém stylu | 2014 Mistrovství světa do 85 kg v klasickém stylu | 2014 Mistrovství světa do 85 kg v klasickém stylu | 2014 Mistrovství světa do 85 kg v klasickém stylu | 2014 Mistrovství světa do 85 kg v klasickém stylu | 2014 Mistrovství světa do 85 kg v klasickém stylu | 2014 Mistrovství světa do 85 kg v klasickém stylu | 2014 Mistrovství světa do 85 kg v klasickém stylu | 2014 Mistrovství světa do 85 kg v klasickém stylu |
| ------------------------------------------------- | ------------------------------------------------- | ------------------------------------------------- | ------------------------------------------------- | ------------------------------------------------- | ------------------------------------------------- | ------------------------------------------------- | ------------------------------------------------- | ------------------------------------------------- | ------------------------------------------------- | ------------------------------------------------- |
| opravy                                            | prohra                                            | 6-7                                               | Ramsin Azizsir (GER)                              | tech. body (0:2)                                  | 0                                                 | 7                                                 | Zápas řecko-římský                                | 12. září 2014                                     | Mistrovství světa                                 | Taškent, Uzbekistán                               |
| čtvrtfinále                                       | prohra                                            | 6-6                                               | Saman Tahmásibí (AZE)                             | tech. body (0:4)                                  | 0                                                 | 7                                                 | Zápas řecko-římský                                | 12. září 2014                                     | Mistrovství světa                                 | Taškent, Uzbekistán                               |
| 1/16                                              | vítězství                                         | 6-5                                               | Isfandijor Latipov (TJK)                          | tech. převaha                                     | 4                                                 | 7                                                 | Zápas řecko-římský                                | 12. září 2014                                     | Mistrovství světa                                 | Taškent, Uzbekistán                               |
| 1/32                                              | vítězství                                         | 5-5                                               | Christo Marinov (BUL)                             | tech. body (4:3)                                  | 3                                                 | 3                                                 | Zápas řecko-římský                                | 12. září 2014                                     | Mistrovství světa                                 | Taškent, Uzbekistán                               |
| 2012 Olympijské hry do 84 kg v klasickém stylu    |                                                   |                                                   |                                                   |                                                   |                                                   |                                                   |                                                   |                                                   |                                                   |                                                   |
| o 3. místo                                        | prohra                                            | 4-5                                               | Danijal Gadžijev (KAZ)                            | 1-2 (1:0, 0:1, 0:2)                               | 1                                                 | 8                                                 | Zápas řecko-římský                                | 6. srpen 2012                                     | Olympijské hry                                    | Londýn, Spojené království                        |
| semifinále                                        | prohra                                            | 4-4                                               | Alan Chugajev (RUS)                               | 0-2 (1:3, 0:3)                                    | 1                                                 | 7                                                 | Zápas řecko-římský                                | 6. srpen 2012                                     | Olympijské hry                                    | Londýn, Spojené království                        |
| čtvrtfinále                                       | vítězství                                         | 4-3                                               | Vasyl Račyba (UKR)                                | 2-1 (2:1, 0:3, 1:0)                               | 3                                                 | 6                                                 | Zápas řecko-římský                                | 6. srpen 2012                                     | Olympijské hry                                    | Londýn, Spojené království                        |
| 1/16                                              | vítězství                                         | 3-3                                               | Saman Tahmásibí (AZE)                             | 2-1 (2:0, 0:3, 1:0)                               | 3                                                 | 3                                                 | Zápas řecko-římský                                | 6. srpen 2012                                     | Olympijské hry                                    | Londýn, Spojené království                        |
| 2011 Mistrovství světa do 84 kg v klasickém stylu |                                                   |                                                   |                                                   |                                                   |                                                   |                                                   |                                                   |                                                   |                                                   |                                                   |
| 1/64                                              | prohra                                            | 2-3                                               | Mélonin Noumonvi (FRA)                            | 0-2 (0:1, 0:1)                                    | 0                                                 | 0                                                 | Zápas řecko-římský                                | 13. září 2011                                     | Mistrovství světa                                 | Istanbul, Turecko                                 |
| 2010 Mistrovství světa do 85 kg v klasickém stylu |                                                   |                                                   |                                                   |                                                   |                                                   |                                                   |                                                   |                                                   |                                                   |                                                   |
| opravy                                            | prohra                                            | 2-2                                               | Alchazur Ozdijev (KAZ)                            | 0-2 (0:3, 0:1)                                    | 0                                                 | 9                                                 | Zápas řecko-římský                                | 7. září 2010                                      | Mistrovství světa                                 | Moskva, Rusko                                     |
| 1/16                                              | prohra                                            | 2-1                                               | Pablo Shorey (CUB)                                | 1-2 (0:1, 1:0, 0:1)                               | 1                                                 | 9                                                 | Zápas řecko-římský                                | 7. září 2010                                      | Mistrovství světa                                 | Moskva, Rusko                                     |
| 1/32                                              | vítězství                                         | 2-0                                               | Norikacu Saikawa (JPN)                            | 2-0 (2:0, 2:0)                                    | 3                                                 | 8                                                 | Zápas řecko-římský                                | 7. září 2010                                      | Mistrovství světa                                 | Moskva, Rusko                                     |
| 1/64                                              | vítězství                                         | 1-0                                               | Denis Forov (ARM)                                 | lopatky                                           | 5                                                 | 5                                                 | Zápas řecko-římský                                | 7. září 2010                                      | Mistrovství světa                                 | Moskva, Rusko                                     |

## Trenérská kariéra
Trenérské práci se začal věnovat po ukončení sportovní kariéru. Je pravou rukou svého bratra Gegiho, který je od roku 2017 prezidentem Gruzínského svazu zápasu. Svým způsobem řídí reprezentační výběr klasiků, i když oficiálně je hlavním trenérem reprezentace Beka Rogva. Za prací této dvojice je celá řada medailí, ale rovněž i řada kontroverzních událostí. Nejznámější je silně medializovaný případ se Zurabem Datunašvilim. Neschopnost zvládnout Datunašviliho temperament vedl k řadě sporům, který vyústil v odchod největší hvězdy gruzínské reprezentace klasiků od roku 2020 do cizí země.